# St-Léger (Guebwiller)
Saint-Léger (deutsch: Sankt Leodgar) ist eine römisch-katholische Kirche in Guebwiller (deutsch: Gebweiler) im Département Haut-Rhin in der Region Grand Est (bis 2015 Elsass). Elsässische Hochromanik dominiert die reich gegliederte Fassade und die drei prachtvollen Türme. Die Kirche ist Teil der Romanischen Straße (Route Romane d’Alsace).

## Geschichte

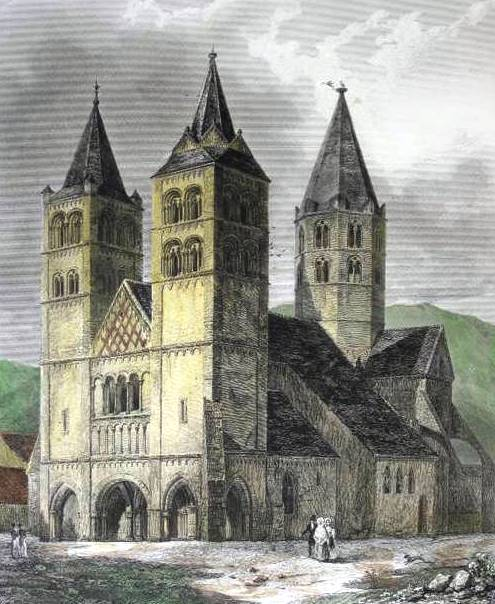
Ansicht von 1836: vor der Sanierung von 1851

Gebweiler gehörte zur Fürstabtei Murbach. Saint-Léger entstand als städtische Pfarrkirche für Gebweiler über den Fundamenten zweier älterer Kirchen, jede folgende größer als ihr Vorgängerbau: Die erste stammte aus dem späten 8. Jahrhundert, die zweite aus dem 10. Jahrhundert. Der Bau der heutigen Kirche wurde 1182 unter der Regierung des Abtes Konrad von Eschenbach begonnen, war dreischiffig und wurde um 1200 vollendet.
Die Kirche wurde mehrfach umgebaut und erweitert. Die ursprünglich wohl halbrunde Apsis vor einem rechteckigen romanischen Chor wurde bis 1580 durch einen Chor mit Fünfachtelschluss in gotischem Stil ersetzt. Zugleich wurde seitlich je ein weiteres Schiff angesetzt, so dass die Kirche heute fünfschiffig ist – wobei das südliche Seitenschiff nur die Länge der zwei östlichen Joche des Mittelschiffs erreicht.
Während der Französischen Revolution wurde die Kirche 1794 profaniert und erst 1831 neu geweiht.
Das Bauwerk ist seit 1842 als Kulturdenkmal (monument historique) in der französischen Denkmalliste eingetragen.
Bei einer umfassenden Sanierung des Gebäudes wurden 1851 unter der Leitung von Émile Boeswillwald die Verbindungsbögen von den Außenschiffen zu den romanischen Innenschiffen – die Verbindungsbögen waren ursprünglich viel schmaler – auf ihre heutige Größe geweitet. Seit damals stärken auch die beiden Strebepfeiler vor der Fassade, die es zuvor nicht gab, deren Statik.
In Bombardierungen während beider Weltkriege wurde die Verglasung teilweise zerstört und später modern ersetzt.

## Architektur

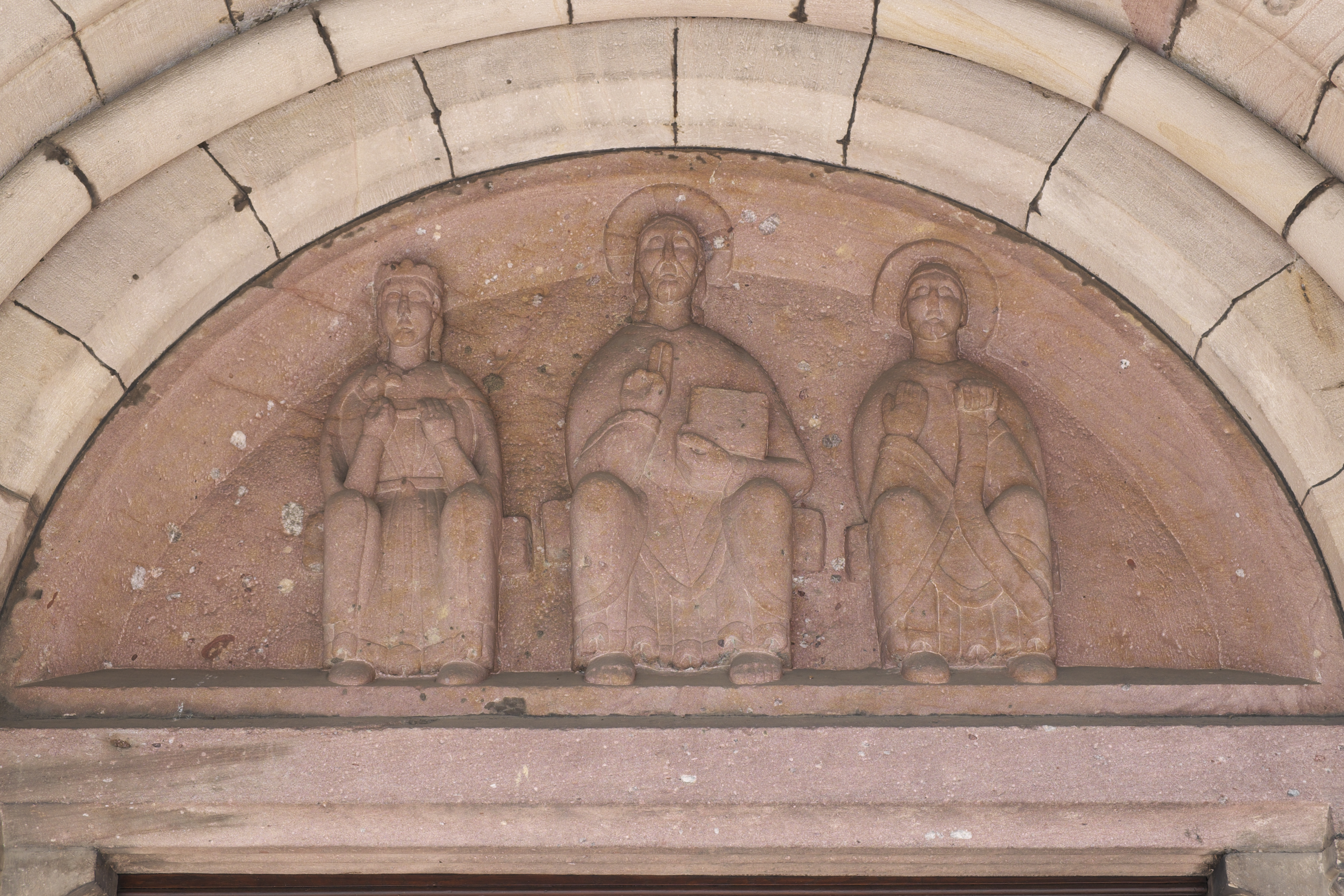
Relief des Tympanon

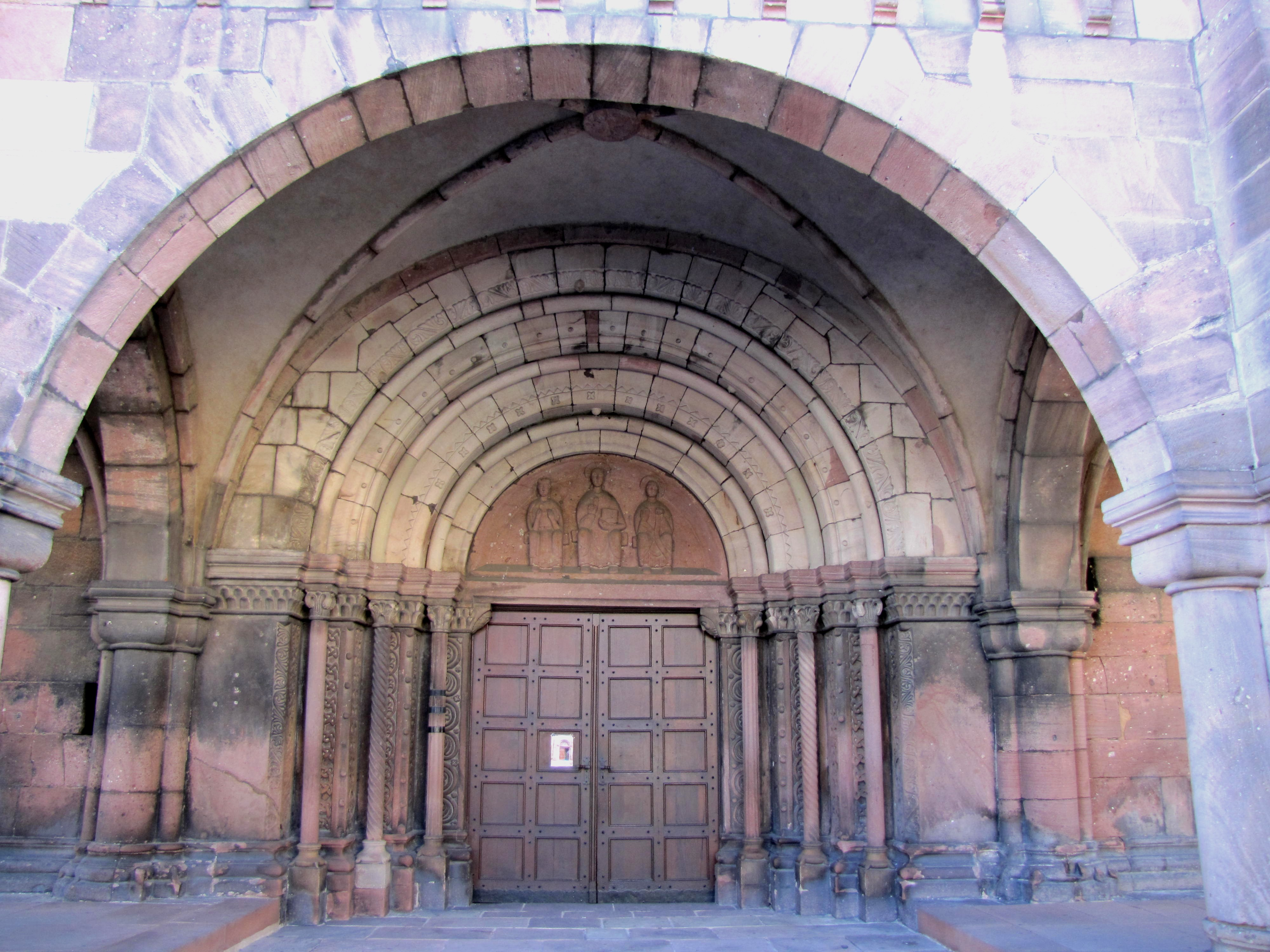
Portal

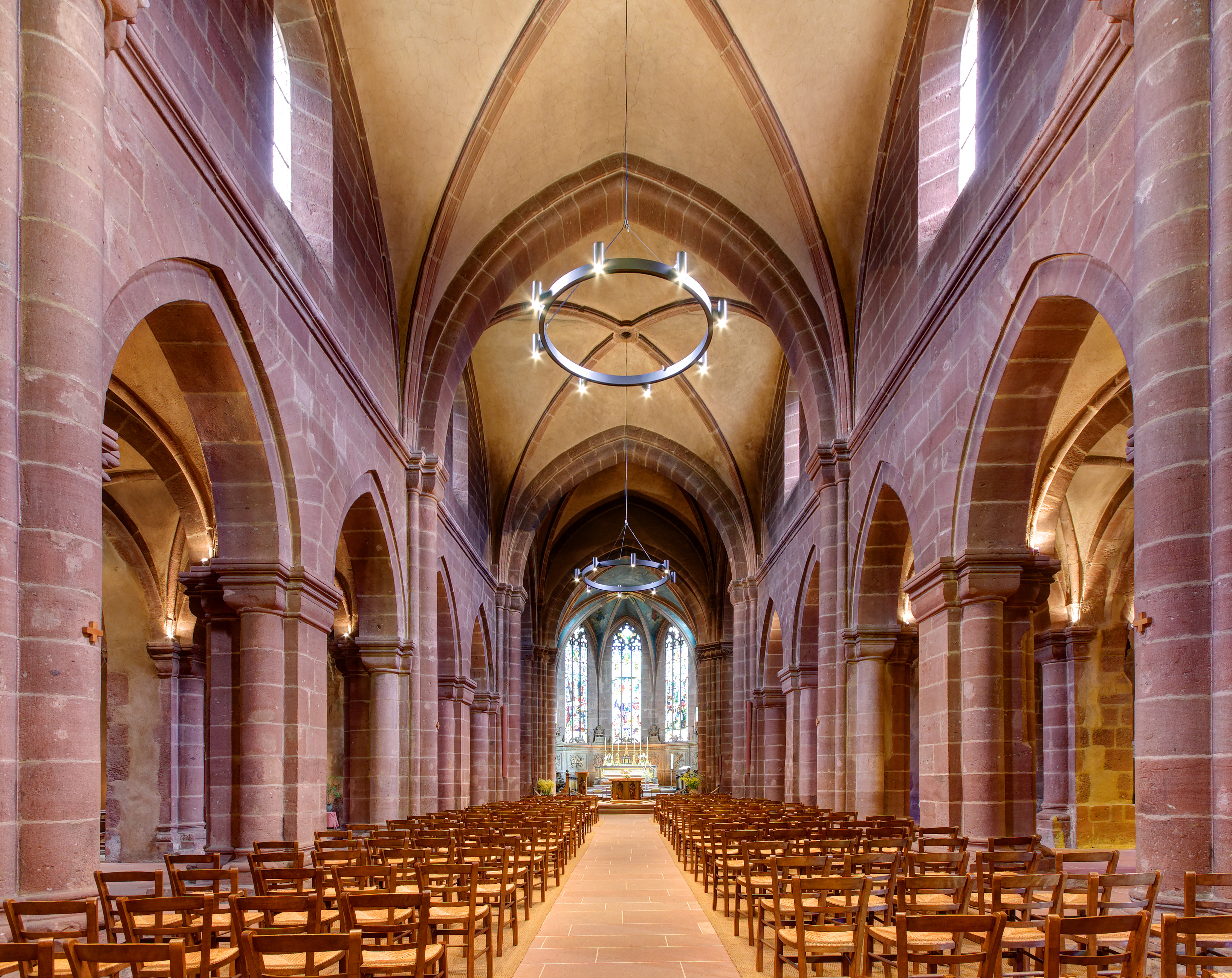
Blick aus dem Mittelschiff in den Chor

Der Stil ist repräsentativ für die oberrheinisch-elsässische Romanik. Vorbild war Ste-Foy in Sélestat. Das Gebäude wurde mit rotem Rothbacher Vogesen-Sandstein errichtet.

### Außen
Das Portal zeigt im Tympanon Christus, Maria zur Rechten und einen Bischof (vermutlich St. Leodgar) zur Linken. Es ist Teil eines dreifach getreppten, reich dekorierten Portals vor dessen Gewänden Säulchen stehen. Als Vorbild gilt die Galluspforte am Basler Münster. Die Vorhalle erstreckt sich über die ganze Breite der Fassade und ist von den Seiten her zugänglich wie in vielen burgundischen Kirchen. Der Vierungsturm, der erst im späten 13. Jahrhundert fertiggestellt wurde, ist achteckig.
Der Südwestturm trägt eine Uhr und dabei die Inschrift (in deutscher Sprache): „Frei leben oder sterben / Das 3. Jahr der Freiheit 1791“, begleitet von den Wappen von Gebweiler und Murbach.

### Innen
Das Hauptschiff ist nach der Erweiterung im 16. Jahrhundert fünfschiffig. Die romanischen drei Innenschiffe haben drei Joche und weisen einen Stützenwechsel im gebundenen System auf. Die Kapitelle des Kirchenschiffs sind, abgesehen vom Eingang zum Chor frei von figürlicher Dekoration.
Die Wandmalereien im Chor stammen von 1872 und von Josef Zenker. Die Fenster im Chor stammen von 1922 und von Réne Kuder, darunter eine Darstellung der (erfolglosen) Belagerung der Stadt durch Truppen des späteren Königs Ludwig XI. von Frankreich 1445. Die Fenster im Kirchenschiff entwarf François Chapuis. Sie wurden hier 1986 eingesetzt.
Ausstattung
- In der Valentinuskapelle werden zum Gedächtnis an den Angriff auf die Stadt in der Nacht vom 13. auf den 14. Februar 1445 (Valentinstag) Sturmleitern aufbewahrt, die die französischen Truppen bei ihrem Abzug zurückließen.[15][Anm. 1]
- Die Orgel stammt von Gaston Kern und wurde 1982 eingebaut.[16]
- Das zentrale Gemälde des ehemaligen Hochaltars ist erhalten. Es stammt von Gabriel Ignaz Ritter und aus dem Jahr 1775.[17]

## Wissenswert
- Der gemalte Flügel eines spätmittelalterlichen Altarflügels aus der Zeit um 1460 aus der Kirche befindet sich heute im Frauenhausmuseum in Straßburg. Darauf sind die Apostelfürsten und Mariä Heimsuchung dargestellt.[18]
- Der Heilige Andreas Bauer (1866–1900) wurde in der Kirche getauft.[19]